# Picalletres
El Picalletres és un concurs destinat a l'aprenentatge de llengua catalana produït per Antàrtida.
La primera temporada, en 2006, fou emès per TV3 sent presentat per Lluís Gavaldà, més tard per Locàlia i Super3.
El 2013 va començar a emetre's per M1TV, en què els concursants són estudiants del Maresme, i també per TV Girona.
Es tracta de lletrejar paraules de dificultats ortogràfiques agrupades en diferents nivells. Per cada nivell s'atorga una puntuació (10, 20, 30, 40, 50 i 100 punts) dels 6 nivells de dificultat, i un nivell extra, també de 100 punts, només per als que han lletrejat bé l'última paraula.